# Caldwell (Nova Jersey)
Caldwell és una població dels Estats Units a l'estat de Nova Jersey. Segons el cens del 2006 tenia 7.373 habitants.

## Demografia
Segons el cens del 2000, Caldwell tenia 7.584 habitants, 3.311 habitatges, i 1.814 famílies. La densitat de població era de 2.460,7 habitants/km².
Dels 3.311 habitatges en un 23% hi vivien nens de menys de 18 anys, en un 42,5% hi vivien parelles casades, en un 9,8% dones solteres, i en un 45,2% no eren unitats familiars. En el 38% dels habitatges hi vivien persones soles el 15,4% de les quals corresponia a persones de 65 anys o més que vivien soles. El nombre mitjà de persones vivint en cada habitatge era de 2,17 i el nombre mitjà de persones que vivien en cada família era de 2,93.
Per edats la població es repartia de la següent manera: un 18,1% tenia menys de 18 anys, un 8,9% entre 18 i 24, un 32,9% entre 25 i 44, un 22,3% de 45 a 60 i un 17,8% 65 anys o més.
L'edat mediana era de 39 anys. Per cada 100 dones de 18 o més anys hi havia 78,6 homes.
La renda mediana per habitatge era de 61.250 $ i la renda mediana per família de 81.989 $. Els homes tenien una renda mediana de 53.548 $ mentre que les dones 40.543 $. La renda per capita de la població era de 34.630 $. Aproximadament el 2,5% de les famílies i el 4,8% de la població estaven per davall del llindar de pobresa.

## Poblacions més properes
El següent diagrama mostra les poblacions més properes.

## Personatges il·lustres
- Grover Cleveland, 22è i 24è president dels Estats Units
- Richard Stearns, informàtic, guanyador del premi Turing de 1993